# Gianluca Mech
Gianluca Mech (Montecchio Maggiore, 7 dicembre 1969) è un imprenditore e personaggio televisivo italiano.

## Biografia
Nasce in una famiglia di fitoterapisti (i nonni paterni avevano fondato nel 1927 l'azienda erboristica Balestra&Mech) e, appena maggiorenne, assume le redini dell'azienda familiare,  trasformandola negli anni da ditta individuale a società per azioni (Gianluca Mech S.p.A.). Si laurea successivamente in Lettere.
È titolare di tre brevetti in materia di integratori alimentari e ha sviluppato, in collaborazione con il Dipartimento di Anatomia e Fisiologia dell'Università di Padova, un sistema di dimagrimento orientato alla perdita di peso e al mantenimento post-dieta basato sul principio della fitochetosi. Ha firmato diverse pubblicazioni divulgative che promuovono il sistema di dimagrimento di cui è titolare e, a partire dal 2013, ha partecipato a trasmissioni televisive, tra le quali L'isola dei famosi.
Inoltre ha recitato (interpretando se stesso) nella fiction Il bello delle donne… alcuni anni dopo, andata in onda su Canale 5 dal 13 gennaio fino al 2 Marzo 2017

## Programmi televisivi fiction film
- Lezioni di Bon Ton (Rai 5, 2013)
- L'isola dei famosi (Canale 5, 2016)
- Belli dentro belli fuori (LA7, dal 2018)
- Ricette all'italiana (Rete4, dal 2018)
- L'ingrediente perfetto (LA7, dal 2019)
- Il bello delle donne... alcuni anni dopo (Canale 5, 2017)
- Per me (Rai 2, 2022)
- A Capodanno tutti da me – film TV (Canale 5, 2025)

## Pubblicazioni
- Prendersi cura di sé con la Decottopia., Roma, TI•DE•CO Books, 2007
- Il metodo Tisanoreica. La dieta per chi non ha tempo di seguire una dieta, Roma, Tecniche Nuove, 2008
- La buona cucina Tisanoreica, Roma, TI•DE•CO Books, 2009
- La dieta Tisanoreica e il suo cuore verde: la Decottopia, Roma, Mondadori, 2008
- Non sono a dieta, sono in Tisanoreica, Roma, Mondadori Electa, 2012
- Dimagrisci con Tisanoreica, Roma, TI•DE•CO Books, 2013
- La dieta Tisanoreica 2, Roma, Tecniche Nuove, 2015

## Riconoscimenti
- Targa d’argento della Camera dei deputati per l’impegno contro l’obesità (2011)[senza fonte]
- Ambasciatore della fondazione "Terre des Hommes" (2014)[1]
- "International Businessman Of The Year", Federation of Italian-American Organizations, 2018